# Marca de les Forces del Mal

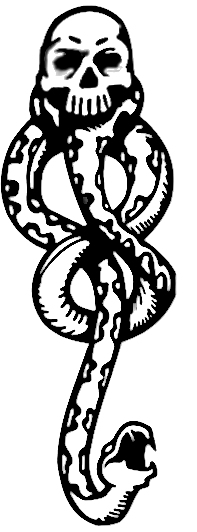
Marca de les Forces del Mal

La marca de les Forces del Mal és el símbol utilitzat en el llibres de Harry Potter. El portaven els cavallers de la mort, els súbdits de Voldemort.
Aquesta marca era utilitzada per avisar a tots els Cavallers de la Mort de què hi havia una guerra a sota de la marca i també la solien deixar els Cavallers de la Mort a sobre un edifici en el cas que haguessin comès un assassinat a dins d'aquest. Qualsevol cavaller podia fer l'encanteri per fer venir els altres a la guerra. També estava a l'avantbraç de tots ells.
La Marca està formada per una calavera del qual surt una serp.

## A

### Abento
- Deté una caiguda.
- Utilitzat per Hermione a la pel·lícula "Harry Potter i les relíquies de la mort" part 1 i 2.
- utilitzat per Hermione a la numero 5

### Accio
- Permet atraure un objecte, fins i tot a gran distància, nomenant el seu nom (per exemple "acció Raig de Foc").
- Utilitzat per Harry a "Harry Potter i el calze de foc", per atreure la seva escombra en la primera prova.
- A la tercera prova del Torneig dels Tres Mags, Harry l'utilitza per fugir de Voldemort atraient la Copa dels Tres Bruixots a "Harry Potter i el calze de foc".
- També és utilitzat per Harry per atreure l'essència de dictam que estava a la bossa màgica d'Hermione per curar a Ron a "Harry Potter i les Relíquies de la Mort" part 1.

### Aguamenti
- Omple d'aigua pura qualsevol recipient o l'expulsa des de la punta de la vareta.
- A "Harry Potter i el Misteri del Príncep", Harry l'utilitza per omplir el recipient on hi havia el fals medalló de Salazar Slytherin.

### Aqua Volatem
- És el conjur que crea i permet moure una gran bola d'aigua per l'aire.
- El va utilitzar Albus Dumbledore contra Voldemort per apagar el Fiendfyre que aquest li havia llançat a Harry Potter i l'Orde del Fènix.

### Armonia Nectere Pasus
- Serveix per activar la màgia dels armaris evanescents de Hogwarts i el de Borgin i Burkes.
- L'utilitza Draco Malfoy en diverses ocasions a Harry Potter i el Misteri del Príncep, una per portar els cavallers de la mort a Hogwarts.

### Alohomora
- Obre portes tancades.
- L'utilitza Hermione dues vegades per obrir la porta on es trobava Fluffy a "Harry Potter i la Pedra Filosofal".
- L'utilitza Ron fallidament per intentar obrir la porta en què es trobaven els escacs gegants en "Harry Potter i la Pedra Filosofal".
- L'utilitza Hermione per alliberar Sirius de la torre de Hogwarts en el llibre de "Harry Potter i el pres d'Azkaban" (a la pel·lícula utilitza el conjur Bombarda).
- L'utilitza una infermera a San Mungo quan la família Weasley i Harry van anar a visitar el senyor Weasley en el llibre Harry Potter i l'Orde del Fènix.
- L'utilitza Ron quan s'intentaven colar al despatx d'Umbridge per parlar amb Sirius amb pols Flu a "Harry Potter i l'Orde del Fènix".

### Anapneo
- Salva a alguna persona en cas d'ofegament.
- L'utilitza el professor Llagot en el llibre de "Harry Potter i el misteri del Príncep" per salvar Belby d'ofegar-se quan va convidar a Harry i a altres alumnes en l'Exprés d'Hogwarts.

### Animo linqui
- Desmaia al que el rep.

### Aparecium
- Revela la tinta invisible.

### Aquaeructo
- Invoca un potent raig d'aigua per apagar foc, o criatures i objectes d'aquest tipus, com ara crancs de foc, salamandres de foc, torxes encantades, etc.

### Arania Exumai
- Mata les aranyes o allunya les aranyes.
- Harry i Ron l'utilitzen diverses vegades quan es troben amb Aragog a Harry Potter i la cambra secreta.
- Es pronuncia Arania Eximei.

### Artus Argentum
- És un encanteri que pot transformar o crear extremitats o articulacions, de plata viva.
- Usat per lord Voldemort per reposar la mà que cuapelada va usar per tornar-lo a la vida.

### Aresto Momentum
- Alenteix el temps.
- És utilitzat per Dumbledore en el partit de Quidditch contra Hufflepuff, quan Harry cau de la seva escombra a "Harry Potter i el pres d'Azkaban".
- És utilitzat per Hermione Granger al Banc Gringotts quan van anar a buscar l'Horrocrux amagat a la cambra dels Lestrange a Harry Potter i les relíquies de la Mort - Part 2.

### Ascendio
- Fa ascendir una persona o cosa.
- Harry l'utilitza per no ofegar-se en el llac negre en acabar la segona prova del Torneig dels tres mags.

### Auris Magna
- Augmenta el poder de l'oïda per escoltar sons o veus a llarga distància. També serveix per escoltar a través de murs i parets.

### Avifors
- Converteix objectes inanimats en aus.

### Avis
- Apareixen aus al voltant de qui el conjura.
- L'utilitza el senyor Ollivander per veure si la vareta de Fleur Delacour estava en bon estat en el llibre de "Harry Potter i el calze de foc".
- L'utilitza Hermione (se suposa que és aquest conjur) en "Harry Potter i el Misteri del Príncep" quan Ron Weasley i Lavender Brown es besen i a Hermione li serveix d'excusa per dir-li a Harry que estava practicant encanteris per ocultar que li agradava Ron.

## B

### Balbus
- Contraresta l'encanteri Mendacium

### Bauleo
- Fa l'equipatge.
- L'utilitza Nymphadora Tonks per fer la maleta de Harry quan van a recollir i portar-lo al número 12 de Grimmauld Place en el llibre de "Harry Potter i l'Orde del Fènix".

### Baúl Locomotor
- S'utilitza per fer que els baguls es moguin en una direcció desitjada.
- L'utilitza Nymphadora Tonks per portar la maleta de Harry fins al saló dels Dursley quan van a recollir per portar-lo al número 12 de Grimmauld Place en el llibre de "Harry Potter i l'Orde del Fènix".

### Bombarda
- S'utilitza per fer una explosió semblant a la d'una bomba.
- Hermione l'utilitza per trencar la reixa que tancava a Sirius a Hogwarts en "Harry Potter i el pres d'Azkaban".

### Bombarda Màxima
- Té un efecte més potent que el conjur Bombarda.
- Utilitzat per Umbridge en l'adaptació cinematogràfica a la Sala de la Necessitat.

### Braquiam Emendo
- Repara els ossos trencats i, si no es fa bé, fa desaparèixer els ossos.
- Apareix a Harry Potter i la cambra secreta quan el professor Decors l'utilitza per curar els ossos trencats de Harry. No ho fa bé i, per tant, els ossos de Harry desapareixen.

## C

### Calvario
- Deixa calb al rebedor de l'encanteri durant cinc segons.

### Carpe Retractum
- Aquest encanteri té dos efectes: crea una corda màgica que o bé permet tirar cap a un mateix objectes, o bé que et porta cap a objectes.

### Cempurano
- Purifica l'aigua.

### Caeca temporalis
- Torna invisible a l'usuari temporalment.

### Casc Bombolla
- Crea un casc al voltant del cap i proporciona oxigen i aire pur per a la respiració. Sol utilitzar-se per respirar sota l'aigua.
- L'utilitzen Cedric Diggory i Fleur Delacour per poder sobreviure sota l'aigua durant una hora a la segona prova del Torneig dels tres mags a "Harry Potter i el calze de foc".

### Cave Inimicum
- Encanteri de protecció. Crea un escut més fort que l'encanteri Protego Totalum, però menor que Protego horribilis. Si s'utilitza amb suficient poder, pot repel·lir qualsevol malefici, excepte els tres maleficis imperdonables.

### Cistem aperio
- Crea fortes sacsejades en un objecte fins a fer que s'obrin o trenquin.
- A "Harry Potter i la cambra secreta", en el record del diari, es veu com ho va usar Tod Rodlel (lord Voldemort) per obrir el bagul de Hagrid on es trobava Aragog.

### Confringo
- Crea talls bastants grans en tota mena de coses excepte humans.
- Hermione l'utilitza per atordir a Nagini a la Vall de Godric a Harry Potter i les relíquies de la Mort - Part 1.
- Harry l'utilitza just després de ressuscitar, per atordir a Nagini a Hogwarts en Harry Potter i les relíquies de la Mort - Part 2.

### confundus
- Confon a una persona.
- Hermione l'utilitza simulant estar tossint, a "Harry Potter i el misteri del Príncep" per confondre a Cormac McLaggen en les proves de quidditch de Griffyndor.

## D

### Defodio
- Encanteri excavador. S'utilitza per excavar.

### Deletrius
- Fa desaparèixer l'encís Prior Incantato.
- L'utilitza Amos Diggory per descobrir l'encanteri de la Marca Tenebrosa fet des de la vareta de Harry en el llibre de "Harry Potter i el calze de foc".

### Deprimeixo
- Genera una gran pressió sobre l'objectiu, en general, prou per trencar-lo.

### Depulso
- Expulsa potentment una persona contra un objecte.

### Densaugeo
- Augmenta la mida de les dents incisives.
- Draco Malfoy l'utilitza contra Hermione en el llibre de "Harry Potter i el calze de foc".

### Descendo
- Baixa objectes.

### Stupefy
- Encanteri atordidor. Si es llança amb èxit pot causar un atordiment greu.
- L'utilitzen aurors fallidament contra Harry, Ron i Hermione a "Harry Potter i el calze de foc".
- S'utilitza incomptables vegades a "Harry Potter i l'Orde del Fènix".
- També s'utilitza incomptables vegades en les pel·lícules "Harry Potter i el misteri del Príncep", "Harry Potter i les Relíquies de la Mort - Part 1" i "Harry Potter i les relíquies de la Mort - Part 2".
- En la versió espanyola, es diu Desmaius i en la versió catalana Animo Linqui.

### Diffindo
- Aquest encanteri serveix per tallar objectes.
- Harry intenta destruir el medalló de Sirpentyn Slytherin amb aquest encanteri a Harry Potter i les Relíquies de la Mort - Part 1, però no ho aconsegueix.

### Dissendium
- Contrasenya del passadís de la bruixa bòrnia.
- Harry l'utilitza cada vegada que volia anar a Hogsmeade a l'estàtua de la bruixa bòrnia en el llibre "Harry Potter i el pres d'Azkaban".

### Draconifors
- Transforma qualsevol objecte, animal o persona en un petit drac.
- Se suposa que l'utilitza Bartemuis Crouch a Harry Potter i el calze de foc per poder triar el drac que els tocava a cada un dels concursants del Torneig dels Tres Bruixots a la primera prova d'aquest.

### Duro
- Endureix objectes que són naturalment flexibles i tous.

## E

### Engorgio
- Augmenta la mida d'un objecte o animal.

### Ennervate
- Torna conscient a la persona atordida per l'encanteri Stupefy.
- Crouch l'utilitza per conscienciar a Winky, la seva elfina domèstica.
- L'utilitza Dumbledore per conscienciar a Viktor Krum que va ser atacat per Barty Crouch Jr.
- L'utilitza Dumbledore per coscientizar a Barty Crouch Jr.

### Envertestatil
- Fa que l'oponent perdi l'equilibri, empenyent-lo cap endarrere. Ben usat pot crear desmais.
- El fa servir Draco Malfoy en el seu duel contra Harry a Harry Potter i La Cambra Secreta en una classe de defensa contra les forces del mal.

### Epoximise
- S'utilitza per enganxar coses.

### Episkey
- Atura el flux de sang o cura ossos trencats.
- Tonks li arregla el nas a Harry amb aquest encanteri (llibre).
- Luna li arregla el nas a Harry amb aquest encanteri (pel·lícula).

### Spongify
- Transforma catifes especials i lloses en una substància molt saltadora i gelatinosa.

### Estilius
- En tres segons canvia la roba que portes per una altra molt elegant.

### Evanesco
- Fa que un objecte o substància desaparegui.

### Everte Statum
- Empeny cap enrere a l'oponent fent que perdi l'equilibri.

### Expectro Patronum
- Serveix com escut contra demèntors i lethifolds.
- Constantment Harry l'utilitza a Hogwarts atès que els deméntors rondaven pel col·legi a la recerca de Sirius Black a "Harry Potter i el pres d'Azkaban".
- L'utilitza Seamus, Harry, Hermione i altres per vèncer als deméntors a "Harry Potter i les Relíquies de la Mort".
- L'utilitza Harry per espantar a dos deméntors a Harry Potter i l'orde del Fènix.

### Expeliarmus
- Retira a l'oponent la vareta de les mans, i així el desarma. Algunes vegades també pot empènyer la víctima i/o atacar. En alguns jocs, serveix d'escut.

## F

### Fermaportus(Colloportus)
- Tanca o segella una porta màgicament.
- Utilitzat per Hermione a la batalla del departament dels Misteris.

### Fèrula
- Iimobilitza una part del cos fracturada.

### Fiendfyre(Foc demoníac)
- Crea un foc que no es pot apagar amb aigua. Pot destruir un Horrocrux. Només s'apaga amb el seu contra-encanteri (fiendlocked).
- Utilitzat per Crabbe a la Sala dels Menesters (o sala Multiús).
- Utilitzat per Voldemort quan lluita contra Dumbledore a "Harry Potter i l'Orde del Fènix".

### Fiendlocked
- Contraresta el Fiendfyre, però a diferència d'aquest, que és relativament fàcil de realitzar, aquest contra-encanteri és molt complex.

### Finite(Finito)
- Fa acabar encanteris i maleficis.
- Es pronuncia l'encís seguit del conjur. Vegeu també Finite Incantatem.
- Usat per Hermione a Harry Potter i la Cambra Secreta per destruir una bludger embruixada.
- Usat per Luna a "Harry Potter i l'Orde del Fènix" per despetrificar a Harry en l'exprés de Hogwarts.

### Finite Incantatem
- Fa acabar encanteris i maleficis, de tot el cos (no només d'una part).

### Flagrate
- La punta de la vareta es torna incandescent i permet gravar coses a foc.
- El fa servir Tod Rodlel a la Cambra Secreta per demostrar-li a Harry que ell és Voldemort.

### Flipendo
- Colpeja a l'oponent i l'atordeix, però de manera no gaire potent. També és utilitzat per colpejar calders i altres objectes. També et pot trencar el cap.

### Fidelio
- Encanteri poderós i complex que amaga completament la ubicació d'una o diverses persones. La ubicació només la coneix el guardià secret, que pot revelar-la a qui vulgui.
- Lily i James Potter el van utilitzar per amagar-se de Voldemort i nomenar guardià secret a Peter Petigrew, qui els va trair i ho va explicar al seu amo (Voldemort).
- Dumbledore ho va usar per amagar la Caserna General de l'Orde del Fènix

### Fregotego
- Serveix per netejar coses.
- Fregotego és la traducció de Salamandra.
- L'encanteri és: Scourgify

### Fumos
- Serveix perquè un núvol de fum et cobreixi.

### Furunculus
- Causa furóncols temporals sobre la víctima.

## G

### Geminio
- Duplica objectes, encara que els objectes duplicats no tenen les propietats màgiques que els originals.
- Les copes multiplicades en Gringotts estaven multiplicades per aquest encanteri.

### Glacius
- Encanteri per congelar.
- Potser aquest hagi estat l'encanteri que usa Molly Weasley per matar Bel·latrix Lestrange a "Harry Potter i Les Relíquies de la Mort" (pel·lícula).

### Glisseo
- Converteix escales en tobogans.

## H

### Herbivicus
- Accelera el creixement normal de les plantes.

### Homenum Revelio
- Revela la presència humana en un lloc tancat.
- És utilitzat per Hermione a Harry Potter i les relíquies de la Mort - Part 1, quan entren al refugi de l'Orde del Fènix per veure si hi havia algú rondant per allà.
- Usat per un cavaller de la mort a la casa dels Lovegood per veure si Harry hi era.

### Homorphus
- Al·legadament converteix els licántrops (homes llops) en homes novament. Segons Gilbert Decors (Gilderoy Lokhart), que ho admet després haver-li tret crèdit a un mag a la Cambra dels Secrets.

## I

### Impedimenta
- Anul·la l'encanteri de l'oponent i impedeix que el llanci. De vegades pot paralitzar temporalment com ocorre en la tercera prova del Torneig dels tres mags a "Harry Potter i el calze de foc" quan l'utilitza contra un uixec cul de tro.

### Impervius
- Encanteri impermeabilitzador contra líquids i sòlids.
- Hermione l'utilitza en les ulleres de Harry durant un partit de quidditch.
- L'usen en el partit de quidditch l'any cinc.

### Incarcerous
- Amarra amb gruixudes cordes a l'oponent. S'usa per lligar animals o persones.

### Incendio
- Causa flames. Té un efecte més potent que el conjur Lacarnum Inflamarae
- L'usen quan intenten destruir el reliquiari de Sirpentyn Slytherin.
- El fa servir el Senyor Weasley a El Calze de Foc.

### Inflatus
- Encanteri que fa que la persona o criatura assenyalada per la vareta, engreixi com un globus.

### Inferio
- Serveix per transformar cadàvers en "zombis" anomenats Inferis, que estan sota control absolut del mag que els va crear. Crear aquests éssers, es tracta d'una màgia molt fosca. Els inferis no poden considerar-se com éssers vius, ja que no tenen ànima, només cos en estat de putrefacció, controlat per un mag o una bruixa, de preferència tenebrosa.
- El mag o bruixa, s'ha de parar molt dret davant del o dels cadàvers, prèviament preparats amb pocions que han d'estar cap per avall. Després, ha d'estendre els seus braços creuats al capdavant, i amb la vareta entrellaçada entre les dues mans, tancar els ulls (s'ha de fer, perquè si el mag o bruixa veu el procés de dominació, els seus ulls no ho suportarien, i quedaria sota una terrible malefici). Després de fer això ha d'obrir la boca molt gran com si anés a badallar, i mentre desenllaça les mans, quedant la vareta a la dreta i estenent els braços cap als costats àmpliament, ha de cridar, però al mateix temps xiuxiuejar (per això és difícil), la paraula inferi. Immediatament després, el mag o bruixa s'ha de donar la volta, córrer cap a un amagatall prèviament preparat, o si no, mentre els Inferis neixen no tindran encara la dominació de l'humà, així que aquest ha d'esperar amagat almenys un minut. Després ha de sortir del seu amagatall caminant lentament, i si tot surt bé, els Inferis haurien de mirar i després inclinar el cap. Després d'això, el mag o bruixa, pot donar-los les ordres que vulgui, i ells l'obeiran. Fins ara no hi ha contra malefici conegut.

### Inmobilus
- Deixa immòbil a una persona o animal.
- Utilitzat per Hermione a Harry Potter i la Cambra Secreta per lluitar contra els follets de Cornualla.

## J

### Jaulío
- Crea una gàbia al voltant de la persona que l'usuari vulgui engabiar. Aquesta gàbia no es pot obrir amb cap altre encanteri, doncs, aquesta està encantada. Només qui ho conjura pot treure la gàbia.

### Jinx
- És un tipus d'encanteri d'efectes negatius utilitzat per diversió dels observadors i incomoditat per a la víctima.

### Jurament Inviolable
- Forma una promesa entre dues persones irrompible. Si un d'ells la trenca, aquest mor.
- La forma de realitzar aquest conjur és agafant els braços (com una encaixada de mans) i pronunciar el jurament.
- Bel·latrix Lestrange l'empra en el llibre i pel·lícula "Harry Potter i el Misteri del Príncep". Quan el conjura surten fils incandescents de la seva vareta mentre Narcissa i Severus feien el "Jurament Infrangible".

### Juro solemnement que les meves intencions no són bones
- Conjur utilitzat per fer que aparegui el Mapa d'Amagatotis, creat per Remus Llopin, Peter Pettigrew, Sirius Black i James Potter.

## L

### Luminion Indocare
- Fa que el Mapa d'amagatotis et mostri on són les persones i llocs secrets dins de Hogwarts.

### Lacarnum Inflamarae
- Es desprenen flames de la vareta.

### Lapifors
- Fa que l'objecte o criatura assenyalats es converteixin en un conill.

### Legeremens
- Encanteri utilitzat per penetrar en la ment de l'oponent. Si és ben utilitzat, es pot arribar fins i tot a controlar la ment. Severus Snape l'usa a "Harry Potter i l'Orde del Fènix" per entrenar a Harry al fet que Lord Voldemort no l'utilitzi per controlar la seva ment.

### Levicorpus
- Manté el rival en l'aire deixant-lo indefens. De vegades llança a l'oponent a volar per l'aire. És un encanteri no verbal.
- Usat per James Potter per levitar a Severus Snape.
- Usat per Harry Potter amb Ron Weasley per veure que cap a l'encanteri (llibre).

### Liberacorpus
- Allibera l'encanteri Levicorpus. És un encanteri no verbal.

### Locomotor
- Fa que les coses es moguin en una direcció desitjada conjuntament amb el nom de l'objecte desitjat (exemple: bagul Locomotor!).
- Usat per Fred i George Weasley en la 5 de Harry Potter.

### Locomotor Mortis
- Junta les cames de la víctima fent que aquesta caigui.
- Usat per Draco Malfoy contra Neville en el llibre "Harry Potter i la pedra filosofal". A més és practicat i esmentat per Hermione i Ron en el segon partit de quidditch de Harry, per si Snape maleïa o li feia cap mal a Harry Potter. Hermione coneix el contra encanteri.

### Locomotor Wibbly
- Uneix màgicament els braços de l'oponent enganxant-los al seu cos.

### Luctus
- Canvia el clima, s'utilitza seguit del tipus de clima al qual es vol canviar (per exemple Luctus Assolellat!). Pot ser contrarestat fàcilment amb l'encanteri Meteolembrujo Recanto.

### Lumos
- Crea un petit raig de llum que brilla des de la vareta, utilitzat per il·luminar en cas de foscor.

### Lumos Màxima
- Té un efecte més potent que el conjur Lumos. També pot llançar una esfera de llum al cel.
- El fa servir Harry al principi de la tercera pel·lícula.

### Lumus solem
- Causa llum solar que es pot utilitzar per fer mal a plantes que no la suporten, com el Llaç del Diable. L'utilitza Hermione a Harry Potter i la pedra filosofal per alliberar Ron.

## M

### Maleficis Imperdonables
Són els maleficis més temudes, per la seva naturalesa maligna, cruel i mortal. El seu ús en humans comporta al trasllat immediat a la presó d'Azkaban:

#### Imperius
- Malefici manipulador. És un encanteri manipulador que permet dominar la voluntat d'una o més persones, obligant-les a fer el que el conjurador vulgui.
- És utilitzat per Harry i després per Ron en la pel·lícula Harry Potter i les relíquies de la Mort - Part 2.
- L'utilitza el fals Moody per controlar Viktor Krum.

#### Malefici del suplici
- el malefici de tortura. Infligeix un dolor insuportable a la víctima. Això ho fa la més usada pels cavallers de la mort en altres mags i muggles. Considerant que aquesta malefici no produeix cap mena de dany físic, encara que hi ha qui diu que crema els ossos, es creu que només estimula els receptors de dolor. Maleir a un altre ésser humà amb el malefici del suplici comporta una sentència de per vida a Azkaban.
- Alice i Frank Longbottom (pares de Neville) van ser torturats fins a la demència amb el malefici del suplici, per Bel·latrix Lestrange. Actualment es troben en una sala de confinament a l'Hospital Sant Mungo de Malalties i Ferides Màgiques.
- Usat contra Harry Potter a Harry Potter i el calze de foc.
- L'usa Harry fallidament contra Bel·latrix.

#### Obbitus per subitum
- malefici assassina feta amb el moviment en forma de raig verd de la vareta. No sempre és un llamp, cadascú té la seva Avada Kedavra (per exemple a Bel·latrix és una espècie de boira, a Colagusano l'envolta, en Voldemort és un raig...) i mata a qui arriba la seva llum. És per això que Harry Potter té al front aquest símbol, pel malefici Avada Kedavra feta per Voldemort. Utilitzar aquesta malefici en un ésser humà comporta a una cadena perpètua a Azkaban. És immune a l'Encanteri Protego, el qual repel·leix els encanteris, encanteris o maleficis que van dirigides al mag que l'executa.
- Usada a la pel·lícula Harry Potter i la cambra secreta per Lucius Malfoy cap a Harry Potter, i interceptada per Dobby.
- És usada per Peter Pettigrew contra Cedric Diggory a "Harry Potter i el calze de foc".
- És usada per Voldemort en diverses ocasions, com per matar a Harry a la casa de la Vall de Godric, en el seu quart any utilitzen el malefici contra Harry i en la batalla de Hogwarts.
- Utilitzada per Bel·latrix Lestrange en la batalla del Ministeri i en la batalla de Hogwarts.
- Utilitzada per Vicent Crabbe (a la pel·lícula Gregory Goyle) a la Sala dels Menesters contra Hermione, però és evident que va fallar.
- Utilitzada per Molly Weasley a la Batalla de Hogwarts contra Bel·latrix Lestrange en venjança del seu fill Fred Weasley.
- Usada pels Cavallers de la Mort contra els alumnes de Hogwarts en la Batalla de Hogwarts.

### Malifeta Feta
- Fa que el Mapa d'Amagatotis quedi en blanc del tot, veient-se com un simple pergamí.

### Maluit Mulieres
- Fa que un home es torni atractiu per a qualsevol dona.

### Melofors
- És un encanteri que converteix el cap de qualsevol ésser viu en una carbassa.

### Mendacium
- Fa que no puguis mentir, dient el correcte del que acabes de dir. Si es manté per molt temps, el fetillat començarà a rebel·lar els seus secrets sense poder-ho controlar. Per contrarestar s'utilitza l'encanteri Balbus

### Menja-llimacs
- Fa vomitar llimacs a la víctima. El fa servir Ron Weasley contra Draco Malfoy a "Harry Potter i la cambra secreta", però la vareta de Ron, està fracturada, i unida amb cinta adhesiva, i l'encanteri es gira contra ell fent que no deixi de vomitar llimacs durant un bona estona.

### Meteoloembrujo Recanto(Meteolojinx Recanto)
- Cessa les condicions meteorològiques produïdes per l'encanteri lucus.

### Mobiliarbus
- Fa que un arbre es mogui i leviti en direcció a la vareta de qui ho conjura.
- Usat per Hermione Granger per ocultar a Harry dels mestres de Hogwarts, ja que ell no podia estar en Hogsmeade.

### Mobilicorpus
- Mou cossos, ja siguin persones o objectes.
- És utilitzat a "Harry Potter i el calze de foc" després de la final de Quidditch, al bosc prop del campament.

### Moveo ossis
- Encanteri que s'utilitza per desplaçar ossos. Usat pels sanadors per unir peces fracturades.

### Morsmordre(Marca Tenebrosa)
- Conjura al cel una resplendent i immensa calavera formada per espurnes verdes on de la boca surt una serp.
- Usat per Barty Crouch Jr en el campionat Mundial de Quidditch.
- Usat per Bel·latrix perquè Dumbledore vagi a Hogwarts.
- Sempre o fan servir els mortifacs quan matan a algu

### Muffliato
- La víctima escolta únicament un brunzit en comptes de la conversa.
- Usat moltes vegades a Harry Potter 6 i 7.

### Mucus ad Nauseum
- Del llatí mucus (moc) i ad nauseam (nàusea, vòmit), significa "fins al punt d'emmalaltir". Aquesta malefici infon en l'enemic una sensació de malestar general potenciant sensacions de fred i angoixa.

### Mimusparlus
- És un encanteri defensiu que es manifesta en forma de raig de llum blavosa. Provoca en l'oponent una dificultat en parlar o expressar-se, evitant així que pugui conjurar encanteris.

### Multicorfo
- El teu cos es transforma simètricament en blau i vermell.

## N

### Nox
- Serveix per apagar la llum de la vareta creada pel conjur Lumos.
- Usat per Severus Snape quan estava rondant els passadissos.

## O

### Oblibiu
- Encanteri desmemoriant usat molt sovint pel Ministeri de la Màgia en els muggles per esborrar la seva memòria o recent record d'algun succés màgic. També és usat entre mags, però depèn de l'oponent, pot ser trencat i recuperar la memòria. Hermione també l'utilitza per treure's a si mateixa la memòria dels seus pares.
- Els símptomes són dilatació de les pupil·les, relaxació del nas i aire de somni...

### Obscuro
- Amarra una bena negra als ulls de l'oponent.

### Oppugno
- Envia objectes per atacar a altres persones.
- Usat per Hermione Granger per atacar Ron Weasley amb ocells.

### Orbis
- Fa que l'objecte o criatura assenyalats, desapareguin màgicament en un mini remolí.

### Orchideous
- Crea un ram d'orquídies.
- Usat per Hermione Granger per posar flors a la tomba dels pares de Harry.
- Usat per Ollivander per veure si la vareta funcionava bé.

### Oriéntame
- La vareta del mag actua com si fos una brúixola, ja que sempre apunta al nord.
- Usat per Harry Potter en la tercera prova del Torneig dels tres mags.

### Oculus objecció
- Repara unes ulleres danyades.
- Usat a Harry Potter 2 per arreglar les ulleres de Harry.

## P

### Prefectum revelio
- Revela la presència d'un prefecte a la sala.

### Palalingua(Langlock)
- Enganxa la llengua de l'oponent al seu paladar deixant-li només emetre gemecs durant uns instants.

### Partiu Temporus
- Crea temporalment una barrera màgica de protecció.

### Pericullum
- Llança espurnes vermelles en forma de bengala amb la vareta. Usat per Harry Potter per treure Fleur Delacour, ja que aquesta havia estat atacada per Viktor Krum.
- Usades per donar-li el senyal a Lupin que es podien dur a Harry a Harry Potter 5.

### Peskipiksi Pesternomi
- No té cap efecte. Va ser utilitzat pel professor Gilderoy Lockhart per ferse el impressionant a "Harry Potter i la cambra secreta"

### Petrificus Totalus(Petrificus Totalum)
- Petrifica l'oponent.
- Usat a Harry Potter 5 per l'exèrcit de Dumbledore i en el Departament de Misteris.
- Usat a Harry Potter 7 quan es troben amb Mortífagos en un bar.
- Usat per Hermione a Harry Potter i la pedra filosofal contra Neville.

### Piertotum Locomotor
- Les estàtues cobren vida, sent manipulades per qui ho va conjurar.
- La Professora McGonagall l'usa per defensar Hogwarts de l'atac de Lord Voldemort a la batalla de Hogwarts.

### Portus
- Transforma un objecte en un portarreu.
- Utilitzat per Dumbledore per enviar a Harry a Hogwarts a "Harry Potter i l'Orde del Fènix".

### Priori Incantatem
- Fa que puguis veure l'últim encanteri conjurat de la vareta.
- Amos Diggory l'utilitza sobre la vareta de Harry, la qual havia enviat la Marca Tenebrosa a "Harry Potter i el calze de foc".

### Protego
- Serveix per defensar-se d'alguns encanteris o maleficis. De vegades pot rebotar encanteris.

### Protego Horriblis
- Protegeix contra encanteris de caràcter fosc, encara que no protegeix contra els maleficis imperdonables.

### Protego Totalum
- Crea un camp de protecció total. Aquest encanteri crea una bombolla que et protegeix contra tot tipus d'encanteris o maleficis. Si es realitza amb precisió, les persones que es trobin fora del camp protector, ni tan sols podran veure't o tocar-te.

## Q

### Quietus
- Fa que la veu augmentada per l'encanteri Sonorus torni a la normalitat.

## R

### Reducto
- Fa que l'objecte, al qual s'apunta, es trenqui o destrueixi.
- Usat per Harry Potter en el Torneig dels tres mags.
- Usat per l'exèrcit de Dumbledore al Departament dels Misteris.
- Usat potser per destruir Bel·latrix Lestrange per Molly Weasley.
- Usat per Ginny Weasaley al departament de misteris a Harry Potter y l'órdre del fenix

### Relashio
- Allibera de cadenes, grillons, etc.
- Usat per alliberar el drac de Gringotts.

### Relaxo
- Fa espurnes sota l'aigua creant un raig d'aigua bullent.

### Reparo
- Repara un objecte trencat o partit en dos. És utilitzat en la pel·lícula i en els llibres diverses vegades.
- Usat per reparar un vidre que trenca Ron Weasley a "Harry Potter i el calze de foc".
- Tambe usat per Hermione a la pelicula 1 per ensenyar a en Harry i en Ron el que a estat practicant

### Repel Muggletum
- Repel·leix els muggles. Els muggles senten que alguna cosa dolenta passarà en arribar al lloc en qüestió.
- Usat a "Harry Potter i Les Relíquies de la Mort" per ocultar (a Harry, Ron i Hermione).

### repel Inimicum
- Repel·leix qualsevol dany físic. Va ser utilitzat per protegir el Castell de Hogwarts en la Batalla Final.

### Rictusempra
- Fa que el rival li provoqui pessigolles a les costelles. Això fa que no pugui convocar cap encanteri.
- L'utilitza Harry a "Harry Potter i la cambra secreta" quan estan competint Draco i Harry al grup de dol.

### Riddikulus
- Et protegeix dels impostorus fent que es converteixin en una cosa que el mag li sembli divertit.
- Usat per tots els de Gryffindor excepte Harry.
- Usat per Harry en l'última prova del Torneig dels tres mags.
- Usat per Molly Weasley en la caserna general de l'Orde del Fènix.
- Ensenyat pel profesor Lupin (Remus Lupin) en 3r curs a la clase de defensa contra les arts malefiques

## S

### Salvio Hexia
- Encanteri protector. En general, no funciona contra els maleficis Imperdonables.
- Usat per Harry, Hermione i Ron mentre acampaven.

### Sectum
- Provoca un tall a la zona desitjada del cos de l'oponent.

### Sectumsempra
- És un encanteri que utilitza l'alquímia i la màgia per materialitzar fulles o objectes afilats de metall a l'interior de l'objectiu apuntat, la qual cosa provoca ferides o talls profunds en l'oponent, fent que aquest es dessagni ràpidament. La seva descripció és com dues espases traspassant el cos. El seu creador original és Severus Snape.
- Usat per Harry Potter contra Draco Malfoy.
- Usat per Severus Snape contra George Weasley per error.
- Inventat pel profesor Snape (Severus Snape)

### Serpensortia
- Crea una serp des de la punta de la vareta. Usat per Draco Malfoy a "Harry Potter i la cambra secreta".

### Silencius
- Silencia la criatura o persona, deixant-la sense so o sense parla durant un curt termini de temps.
- Usat en la classe de Harry Potter 5 (classe d'encanteris).
- Usat en la batalla del Departament dels Misteris per Hermione Granger perquè un Cavaller de la mort no revelés la seva ubicació.

### Snufflifors
- Converteix els llibres en ratolins.
- Apareix en el videojoc Harry Potter i el Pres d'Azkaban.

### Sonorus
- Augmenta la veu com si s'estigués usant un megàfon.
- El fa servir Ludo Bagman en el campionat Mundial de Quidditch.

### Specialis Revelio
- S'usa per diferenciar els ingredients d'una poció o verí, és conegut com "El revela encanteris de Scarpin".

### Stupefacto
- Fa que els objectes deixin de moure's.

### Skurge
- Dissol l'ectoplasma deixat per fantasmes i espectos al passar per certs llocs que obstaculitzen camins.

## T

### Tarantallegra
- Causa que les cames del rival ballin com boges a gran velocitat. En la pel·lícula és un encanteri que funciona com un expelliarmus.
- El fa servir Bel·latrix amb Neville Longbottom en el llibre de Harry Potter 5.

### Tergeo
- Serveix per netejar líquids, greix o pols.
- El va fer servir en Ron per netejar un drap tacat de grassa per donar-li a l'Hermione perquè s'axugués les llàgrimes a la pelicula 7

### Tersus Tidy
- Neteja i ordena una habitació instantàniament.

## V

### Venite
- Atreu la seva vareta cap a qui ho conjura (aquest encanteri es realitza sense vareta, doncs, és per atreure la mateixa cap a un).

### Vera Verto
- Transforma un animal en una copa. S'utilitza tocant tres vegades amb la vareta a l'animal i dient: 1, 2, 3, Vera Verto.
- Usat per tota la classe de transformacions en el segon any.

### Vipera Evanesca
- Fa desaparèixer una serp.
- Usat a Harry Potter 2 per Severus Snape.

### Volate Ascendere
- Eleva objectes per l'aire per després deixar-los caure
- Fet servir pel profesor lorhart (Gilderoi Lorhart)

### Volarium
- Permet a qui l'utilitzi moure objectes i llençar-los molt lluny.

### Vegecio
- Li dona una barba tipus Dumbledore (molt llarga) a l'oponent. Tan llarga que si surten bé les coses no veurà res.

### Vulnera Sanentum
- El seu creador original és Severus Snape. Sana ferides profundes, com les del malefici Sectumsempra.
- Usat per Severus Snape per curar a Draco Malfoy.

### Verdimillious
- Atac defensiu que es revela com un núvol de gas verd que ataca a l'enemic causant-li una quantitat de dany mitjà.

## W

### Waddiwasi
- Serveix per treure coses que estan enganxades o encaixades.
- Usat pel professor Lupin en Harry Potter 3 (llibre).

### Wingardium Leviosa
- Fa levitar objectes.
- Utilitzat a "Harry Potter i la pedra filosofal" per Hermione Granger mentre realitzaven una classe d'encanteris. Ron Weasley diu que no pot realitzar-lo i és allà on Hermione Granger el corregeix i li diu que ha de tenir una bona pronunciació.

### Wid cerebrum congelatem
- Encanteri difícil de realitzar i que causa una congelació cerebral a la persona indicada pel mag per uns deu segons. Si no es fa servir bé pot causar a la víctima un desmai prolongat. Si el mag que l'usa causa dany a la víctima, pot ser multat.

## X

### Xylotus
És un encanteri usat per destruir varetes, si es pronuncia Xylotius és per desmaiar 24 hores.
- És usat en Darrere de la màgia a Harry Potter 4 per Snape contra Alecto Carrow i Peter Pettigrew. (Versió 1)
- És usat en Darrere de la màgia a Harry Potter 7 per Voldemort contra Neville Longbottom, Luna Lovegood i Ginny. (Versió 2)
- És usat en Darrere de la màgia a Harry Potter 3 per Sirius Black per desmaiar a Harry.